# Sosyka
La Sosyka (in russo Сосыка?) è un fiume della Russia europea meridionale, il maggior tributario di sinistra dell'Eja. Scorre nel Territorio di Krasnodar.
Il fiume scorre nella zona della steppa in direzione prevalentemente nord-occidentale, attraversando i villaggi di Pavlovskaja, Leningradskaja e Starominskaja. Sfocia nell'Eja 4 km a nord di Starominskaja. La lunghezza del fiume è di 159 km. L'area del bacino idrografico è di 2030 km².